# Тынкобское сельское поселение
Тынкобьское сельское поселение — упразднённое муниципальное образование со статусом сельского поселения в 
Братском районе Иркутской области России. Административный центр — посёлок Тынкобь.
В июле 2018 года упразднено, а его территория преобразована в межселенную территорию.

## Демография
По результатам Всероссийской переписи населения 2010 года
численность населения муниципального образования составила 220 человек, в том числе 101 мужчины и  119 женщин.

## Населённые пункты
- посёлок Тынкобь
- посёлок Хвойный